# جون شتاينر
جون شتاينر (بالإنجليزية: John Steiner)‏ (و. 1941 – م) هو ممثل، من المملكة المتحدة، ولد في تشستر.

## التعليم
تعلم في الأكاديمية الملكية للفنون المسرحية، في تخصص تمثيل.

## وصلات خارجية
- جون شتاينر على موقع IMDb (الإنجليزية)
- جون شتاينر على موقع ألو سيني (الفرنسية)
- جون شتاينر على موقع أول موفي (الإنجليزية)
- جون شتاينر على موقع قاعدة بيانات برودواي على الإنترنت (الإنجليزية)
- جون شتاينر على موقع قاعدة بيانات الأفلام السويدية (السويدية)
- جون شتاينر على موقع ديسكوغز (الإنجليزية)
- جون شتاينر على موقع قاعدة بيانات الفيلم (الإنجليزية)
- جون شتاينر على موقع كينوبويسك (الروسية)